# Emilie Francati
Emilie Francati (født 24. juni 1997 i Gentofte) er en dansk tennisspiller, der repræsenterer Gentofte Tennisklub og Danmarks Fed Cup-hold.
Francati blev 15. juli 2018 danmarksmester i single for første gang i karrieren. I marts 2016 danmarksmester for hold med Gentofte Tennisklubs damehold.
Indtil august 2018 havde hun ikke vundet en titel på WTA Touren, men 11 doubletitler og én i single på ITF Women's Circuit.